# 免疫不全
免疫不全（めんえきふぜん、英: immunodeficiency）は、感染症や癌（がん）と闘う免疫系の能力が低下しているか、全くない状態を指す。免疫力低下（めんえきりょくていか、英: immunocompromisation）または免疫欠損（めんえきけっそん、英: immune deficiency）とも呼ばれる。ほとんどの場合、患者の免疫系に影響を与える外因性要因によって後天的（続発的）に発症する。外因性要因の例としては、HIV感染や、栄養状態などの環境要因があげられる。また、免疫不全は、遺伝性疾患／欠陥が原因である場合もある。ここでの例は、重症複合免疫不全症（SCID）である。
臨床現場では、ステロイドなどの一部の薬剤による免疫抑制は、有害作用である場合か、治療で意図した目的の場合のいずれかがある。そのような例として、臓器移植手術の拒絶反応防止策としての使用や、自己免疫疾患のように免疫系が過剰に働いて苦しむ患者への使用があげられる。人によっては生まれつき免疫系に内因性の欠損がある、つまり原発性免疫不全症を持つ。 
あらゆる種類の免疫不全を患っている人は、免疫無防備状態（immunocompromised）と呼ばれる。免疫不全の人は、誰もが発症する可能性のある通常の感染症に加えて、特に日和見感染症に脆弱であると考えられる。また、免疫系が体内の細胞をスキャンして腫瘍細胞を死滅させる腫瘍免疫監視も低下する。

## 種類

### 影響を受ける部位による
- 体液性免疫不全（英語版）（B細胞欠損症や機能不全を含む）に含まれる症状には、（原因によって徴候や症状が異なるが）一般的には、軽度の呼吸器感染症を繰り返す低ガンマグロブリン血症（1種類以上の抗体の減少）や、重度の感染症を頻発し、しばしば致命的となる無ガンマグロブリン血症（すべてまたはほとんどの抗体を産生できない）の症状がある[4]。
- T細胞欠損症（英語版）は、しばしば後天性免疫不全症候群（AIDS）などの二次疾患を引き起こす[5]。
- 顆粒球欠損症（Granulocyte deficiency）は、好中球減少と呼ばれる好中性顆粒球などの顆粒球数の減少（顆粒球減少症、顆粒球がない場合は無顆粒球症と呼ぶ）が含まれる。また同症には、慢性肉芽腫性疾患（英語版）のように個々の顆粒球の機能低下も含まれる。
- 無脾症（英語版）、これは脾臓機能がない状態である。
- 補体欠損症（英語版）は、補体系の機能が欠損している状態である。

実際には、免疫不全は複数の要素に影響を及ぼすことが多く、その代表例は、重症複合免疫不全症（一次性／原発性）や、後天性免疫不全症候群（AIDS）（二次性／続発性）である。
|                           | 影響を受ける部位          | 主因                                                                               | 感染症の主な原因となる病原体                                                                                         |
| 体液性免疫不全B細胞欠損症 | B細胞、形質細胞または抗体 | - 原発性液性免疫不全症 - 多発性骨髄腫 - 慢性リンパ性白血病 - AIDS                  | - 肺炎レンサ球菌 - インフルエンザ菌 - ニューモシスチス・イロベチイ - ランブル鞭毛虫 - クリプトスポリジウム・パルバム |
| T細胞欠損症               | T細胞                     | - 骨髄およびその他の移植 - AIDS - 癌化学療法 - 悪性リンパ腫 - 糖質コルチコイド治療 | 細胞内病原体（単純ヘルペスウイルス、マイコバクテリウム、リステリア、および細胞内真菌感染を含む）                     |
| 好中球減少                | 好中性顆粒球              | - 化学療法 - 造血幹細胞移植 - 慢性肉芽腫性疾患などの機能不全                       | - 腸内細菌科 - 口腔レンサ球菌 - 緑膿菌 - エンテロコッカス種 - カンジダ種 - コウジカビ種                              |
| 無脾症                    | 脾臓                      | - 脾臓摘出術 - 重体 - 鎌状赤血球症                                                 | - 多糖類被包性細菌。 特に次のもの: - 肺炎レンサ球菌 - インフルエンザ菌 - 髄膜炎菌 - マラリア原虫種 - バベシア属      |
| 補体欠損症                | 補体系                    | - 先天性欠損症                                                                     | - ナイセリア属種 - 肺炎レンサ球菌                                                                                    |

### 原発性または続発性による
原発性免疫不全と続発性免疫不全の区別は、それぞれ、原因が免疫系そのものに起因するのか、それとも免疫系の支持成分の不足や外部因子の減少によるものかに基づく。

#### 原発性免疫不全症
多くの希少疾病は、小児期以降の感染症にかかりやすいことを特徴としている。原発性免疫不全症（primary immunodeficiency）は、先天性免疫不全症（congenital immunodeficiency）としても知られる。これらの疾患の多くは遺伝性であり、常染色体劣性またはX連鎖性である。原発性免疫不全症候群は、95種類以上が確認されており、一般的に、リンパ球や顆粒球など、機能不全に陥っている免疫系の部位によって分類されている。
原発性免疫不全症の治療は、その欠損の性質によって異なり、抗体の注入、長期にわたる抗生物質の投与、（場合によっては）幹細胞の移植を伴う場合がある。抗体機能の欠如および（または）障害という特徴は、X連鎖無ガンマグロブリン血症（XLA）や分類不能型免疫不全症（CVID）などの病気に関連する可能性がある。

#### 続発性免疫不全症
続発性免疫不全（secondary immunodeficiencies）は、後天性免疫不全（acquired immunodeficiency）とも呼ばれ、さまざまな免疫抑制剤や、たとえば栄養失調、加齢、特定の薬剤（例：化学療法、疾患修飾性抗リウマチ薬、臓器移植後の免疫抑制剤、グルココルチコイド）、水銀などの重金属、農薬や、スチレン、ジクロロベンゼン、キシレン、エチルフェノールなどの石油化学製品などの環境毒素に起因する可能性がある。薬物療法の場合、免疫抑制（immunosuppression）という用語は一般に、免疫系の機能を低下させることによる有益作用と潜在的な有害作用の両方を意味し、免疫不全（immunodeficiency）という用語は一般に、感染症のリスクが高まるという有害作用のみを意味する。
多くの特定疾患は、直接的または間接的に免疫抑制を引き起こす。これには、多くの種類の癌、特に骨髄や血液細胞の癌（白血病、リンパ腫、多発性骨髄腫）や、ある種の慢性感染症が含まれる。また、免疫不全は、ヒト免疫不全ウイルス（HIV）によって引き起こされる後天性免疫不全症候群（AIDS）の特徴でもある。HIVは少数のヘルパーT細胞に直接感染するほか、他の免疫系の応答も間接的に障害を引き起こす。
貧血、甲状腺機能低下症、高血糖など、さまざまなホルモン疾患や代謝疾患も免疫不全を引き起こす可能性がある。
また、喫煙、アルコール依存症、薬物乱用も免疫応答を低下させる。

## 免疫不全と自己免疫
免疫不全症候群の中には、臨床的にも研究室的にも自己免疫の特徴を示すものが多数ある。これらの患者では、感染症を除去する免疫系の能力が低下しているため、免疫系の永続的な活性化が原因となって自己免疫を引き起こす可能性がある。
たとえば、炎症性腸疾患、自己免疫性血小板減少症、および自己免疫性甲状腺疾患など、複数の自己免疫疾患が見られる分類不能型免疫不全症（CVID）がある。常染色体劣性の原発性免疫不全症である家族性血球貪食性リンパ組織球症も別の一例である。これらの患者では、赤血球、白血球、血小板の血中濃度の低下、発疹、リンパ節腫脹、肝臓や脾臓の腫脹がよく見られる。パーフォリンの欠如により、複数の不明確なウイルス感染が存在することが原因と考えられている。X連鎖無ガンマグロブリン血症（XLA）では、慢性および（または）再発性の感染症に加えて、関節炎、自己免疫性溶血性貧血、強皮症、およびI型糖尿病などの多くの自己免疫疾患が見られる。慢性肉芽腫性疾患（CGD）でも、細菌や真菌の感染症の再発、腸や肺の慢性炎症が見られる。CGDは、好中球によりニコチンアミドアデニンジヌクレオチドリン酸（NADPH）オキシダーゼの産生が低下することで発症する。RAG低型変異は、多発血管炎性肉芽腫症やNK/T細胞リンパ腫の患者に一般的に見られる自己免疫疾患である正中線肉芽腫症の患者に見られる。ウィスコット-アルドリッチ症候群（WAS）の患者は、湿疹、自己免疫症状、再発性細菌感染症、リンパ腫なども併発する。自己免疫性多腺性内分泌不全症-カンジダ症-外胚葉ジストロフィー（APECED）では、臓器特異的な自己免疫症状（副甲状腺機能低下症や副腎皮質機能不全）と慢性粘膜皮膚カンジダ症など、自己免疫と感染症が共存している。最後に、IgA欠損症は、自己免疫現象およびアトピー性現象の発症と関連することもある。

## 原因
免疫不全の原因は、その疾患の性質によって異なる。原因には、遺伝的なものと、栄養失調や劣悪な衛生状態による後天的なものがある。一部の遺伝的原因については正確な遺伝子がわかっている。

## 治療
可能な治療法には、感染症の治療と免疫系の強化という2つの方法がある。
トリメトプリム／スルファメトキサゾールを用いたニューモシスチス肺炎の予防は、免疫無防備状態の人に有効である。1950年代初頭、原発性免疫不全症の患者に対し、医師は免疫グロブリン（Ig）を筋肉内注射していた。Ig補充療法は、皮下投与または静脈内投与のいずれかで注入可能であり、患者によって異なるが、約3～4週間はIgレベルが高くなる。

## 予後
予後は、疾患の性質や重症度によって大きく異なる。早期（1歳未満）に死亡する欠損もあれば、治療の有無にかかわらず、死亡率や罹患率が低い生涯にわたる疾患もある。新しい幹細胞移植技術は、衰弱させ致命的な遺伝的免疫不全に対する遺伝子ベースの治療につながる可能性がある。後天性免疫不全症の予後は、原因物質または病態（AIDSなど）の回避や治療によってさまざまである。

## 参照項目
- 後天性免疫不全症候群（AIDS）
- 免疫異常症（英語版）
  - 自己免疫疾患 - 自己タンパク質に対する免疫応答
  - アレルギー - 無害な非自己タンパク質に対する免疫応答
    - ヒスタミン
- 免疫老化（英語版）- 加齢に伴う免疫不全
- ステロイド - 免疫系を抑制するプレドニゾンなどの一般的な経口投与薬
- ヒト遺伝子強化（英語版）
- 免疫系#免疫不全
- 免疫学